# Kathrin Henneberger

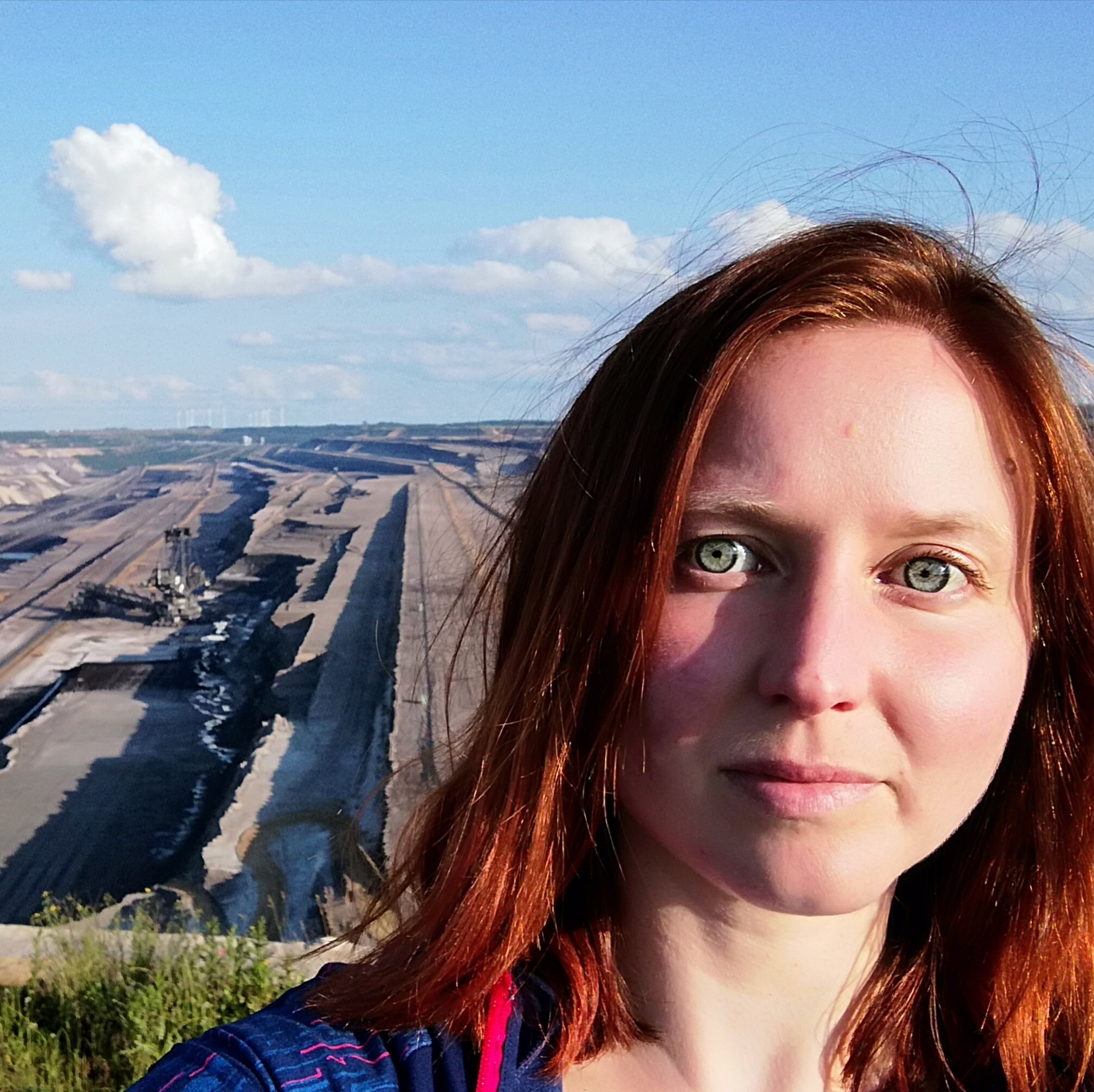
Kathrin Henneberger (2019)

Kathrin Henneberger (* 1. April 1987 in Köln) ist eine Klimaaktivistin und eine deutsche ehemalige Politikerin (Bündnis 90/Die Grünen). Sie war Mitglied des Deutschen Bundestags von 2021 bis 2025.
Henneberger war von Mai 2008 bis Oktober 2009 Mitglied im Vorstand der Grünen Jugend, der Jugendorganisation von Bündnis 90/Die Grünen. Von 2018 bis 2020 war Henneberger eine der Pressesprecherinnen des Klimabündnisses Ende Gelände. Später arbeitet sie als Projektkoordinatorin Internationale Klimagerechtigkeit für das Institute of Environmental Justice e. V. Im Jahr 2021 wurde sie auf Platz 20 der Landesliste der Bündnis 90/Die Grünen Nordrhein-Westfalen für die Bundestagswahl 2021 gewählt und zog so in den 20. Deutschen Bundestag ein. Bei der Bundestagswahl 2025 zog sie nicht in den 21. Deutschen Bundestag ein.

## Leben
Nach ihrem Abitur an der integrierten Gesamtschule Rodenkirchen im Jahr 2006 absolvierte sie Praktika auf einer Umweltschutzstation in Südfrankreich sowie bei Bärbel Höhn im Deutschen Bundestag. Sie studierte geographische Wissenschaften an der Freien Universität Berlin und an der Ruhr-Universität Bochum. Das Studium wurde nicht mit einem akademischen Grad beendet. Seit 2014 schreibt sie als Autorin regelmäßig über klima- und energiepolitische Themen für das Onlinemagazin Klimareporter und veröffentlichte Beiträge in der Freitag, Frankfurter Rundschau und anderen Medien. Sie arbeitete als Projektmanagerin für das Video-Vortragsprojekt Ecapio. Im Jahr 2017 war sie Mitbegründerin des Vereins Institute of Environmental Justice e. V. für Entwicklungszusammenarbeit mit Schwerpunkt auf Klimaschutz- und Klimaanpassungsmaßnahmen.

## Politik

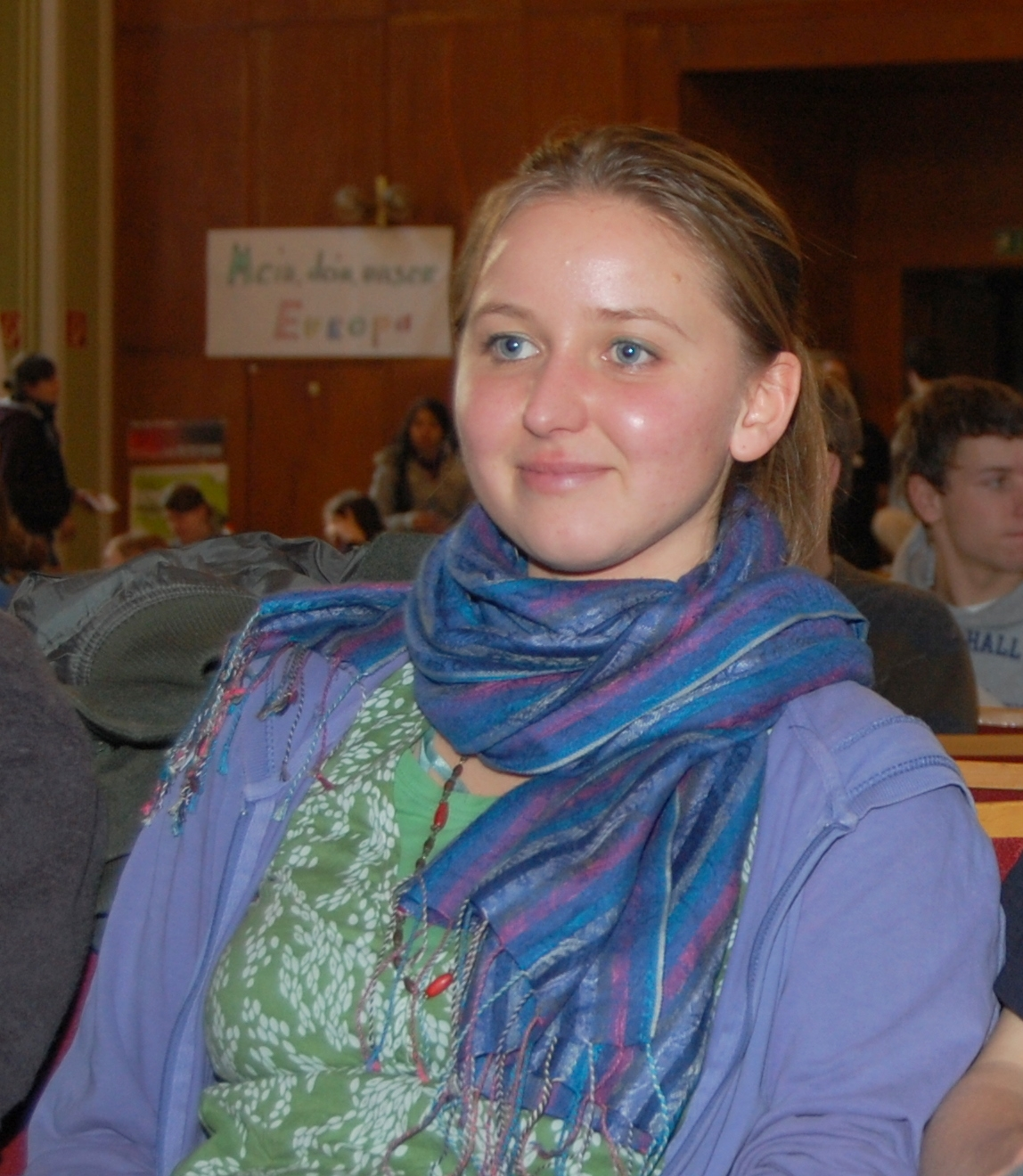
Henneberger bei der Grünen Jugend, 2008

Ab Anfang 2003 war Henneberger Mitglied der Grünen Jugend und seit 2004 Mitglied der Partei Bündnis 90/Die Grünen. Im November 2007 wurde sie als Beisitzerin in den Bundesvorstand der Grünen Jugend gewählt und am 25. Mai 2008 zur Sprecherin des Verbandes. Auf dem 33. Bundeskongress am 18. Oktober 2009 trat sie nicht wieder an.

## Politische Positionen
Während der 20. Legislaturperiode stimmte sie mehrfach als eine von wenigen Grünen-Abgeordneten im Bundestag nicht mit ab, als es um Bundeswehreinsätze unter anderem im Irak und die Operation Sea Guardian im Mittelmeer ging. Sie stimmte am 26. Mai 2023 für einen Bundeswehreinsatz in Kosovo (KFOR) und für einen Bundeswehreinsatz in Mali (MINUSMA).
Am 3. Juni 2022 stimmte sie für den Gesetzentwurf der Bundesregierung zur Errichtung eines Bundeswehr-Sondervermögens in Höhe von 100 Milliarden Euro, wie auch für die Verankerung des Sondervermögens in Art. 87aa des Grundgesetzes.
Im November 2022 stimmte sie als eine von neun Abgeordneten in der Grünen-Bundestagsfraktion gegen die Änderung des Atomgesetzes, das den Weiterbetrieb der letzten drei deutschen Kernkraftwerke um dreieinhalb Monate erlaubte.
Henneberger sprach sich gegen den von ihren Parteikollegen Robert Habeck und Mona Neubaur mit RWE ausgehandelten Deal zum früheren Kohleausstieg und der gleichzeitigen Abbaggerung des Weilers Lützerath aus. Bei der Abstimmung im Bundestag am 1. Dezember 2022 über das Gesetz (Vorgezogener Braunkohleausstieg im Rheinischen Revier), das die gesetzliche Grundlage für die Abbaggerung Lützeraths schafft, enthielt sie sich der Stimme. Sie reiste als „parlamentarische Beobachterin“ zur Räumung des Dorfes.